# Tommy Aldridge
Tommy Aldridge   (Jackson, 15 d'agost de 1950) és un bateria de rock i heavy metal. S'ha destacat pel seu treball en nombroses bandes, algunes de gran importància en l'escena musical com Ozzy Osbourne, Thin Lizzy i Whitesnake.
El 1970 s'uneix a la banda Black Oak Arkansas i grava nou discos al costat d'ells entre 1972 i 1976.
Entre 1978 i 1981 va participar en l'enregistrament de cinc àlbums amb el guitarrista Pat Travers. El 1982 se li ofereix el lloc de bateria en el projecte solista de Ozzy Osbourne.
El 1984 s'uneix a la banda de Gary Moore per gravar Dirty Fingers, i després és reclutat per l'agrupació de l'ex de Deep Purple, David Coverdale, anomenada Whitesnake. Grava dos discs al costat d'ells, i deixa la banda en 1989.
A partir d'aquest moment, Aldridge ha format part d'alguns projectes, com Manic Eden, i ha estat músic convidat en diversos actes, dels quals cal destacar presentacions de Motörhead, Ted Nugent i novament Whitesnake.En l'actualitat es troba de gira amb la renovada banda Thin Lizzy.